# 新生公園
新生公園，位於台北市中山區，美術公園與建國高架道路之間，在2010年臺北國際花卉博覽會期間劃入展區，目前為花博公園的一部分。

## 地理位置

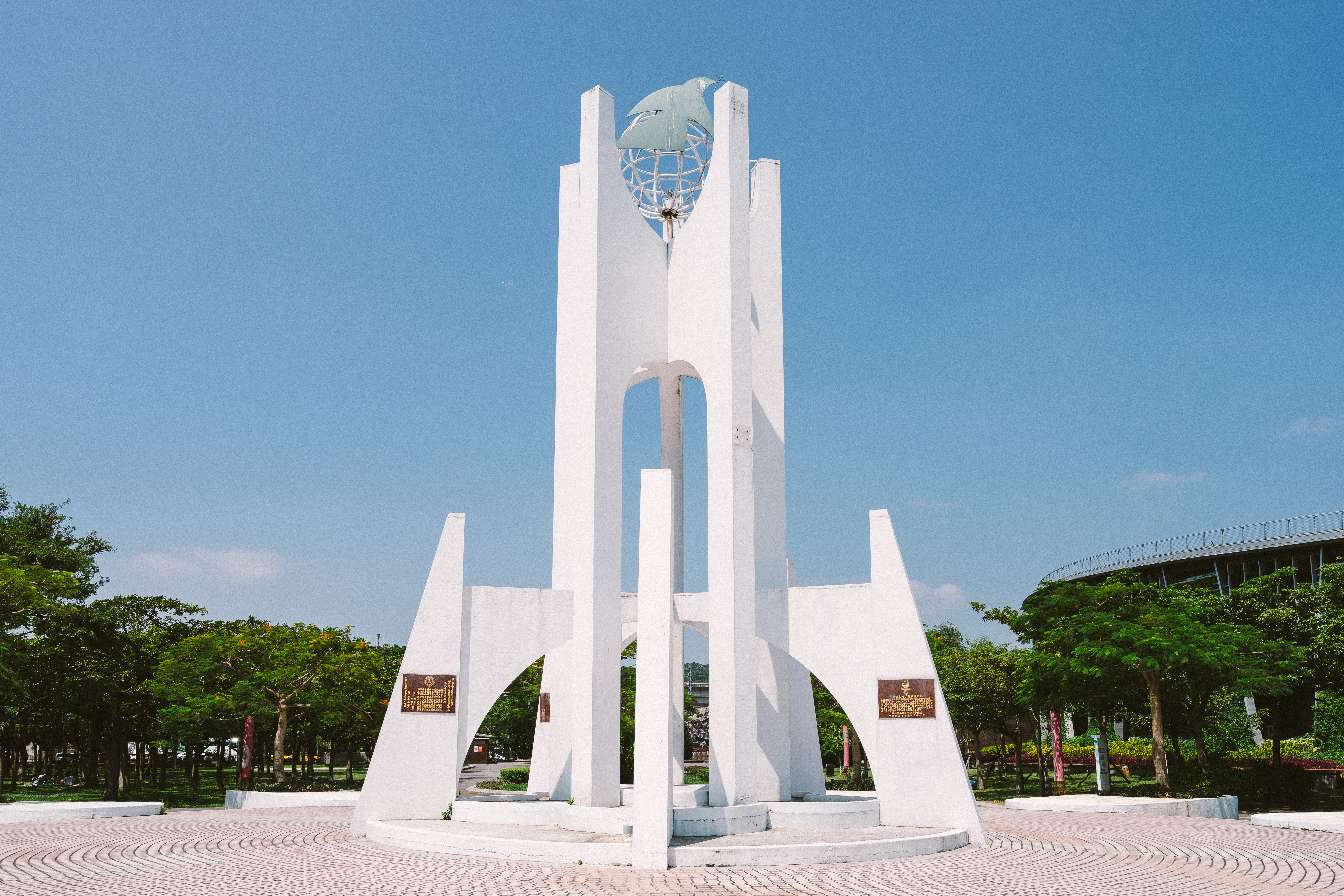
「祥和遍大地」地景雕塑

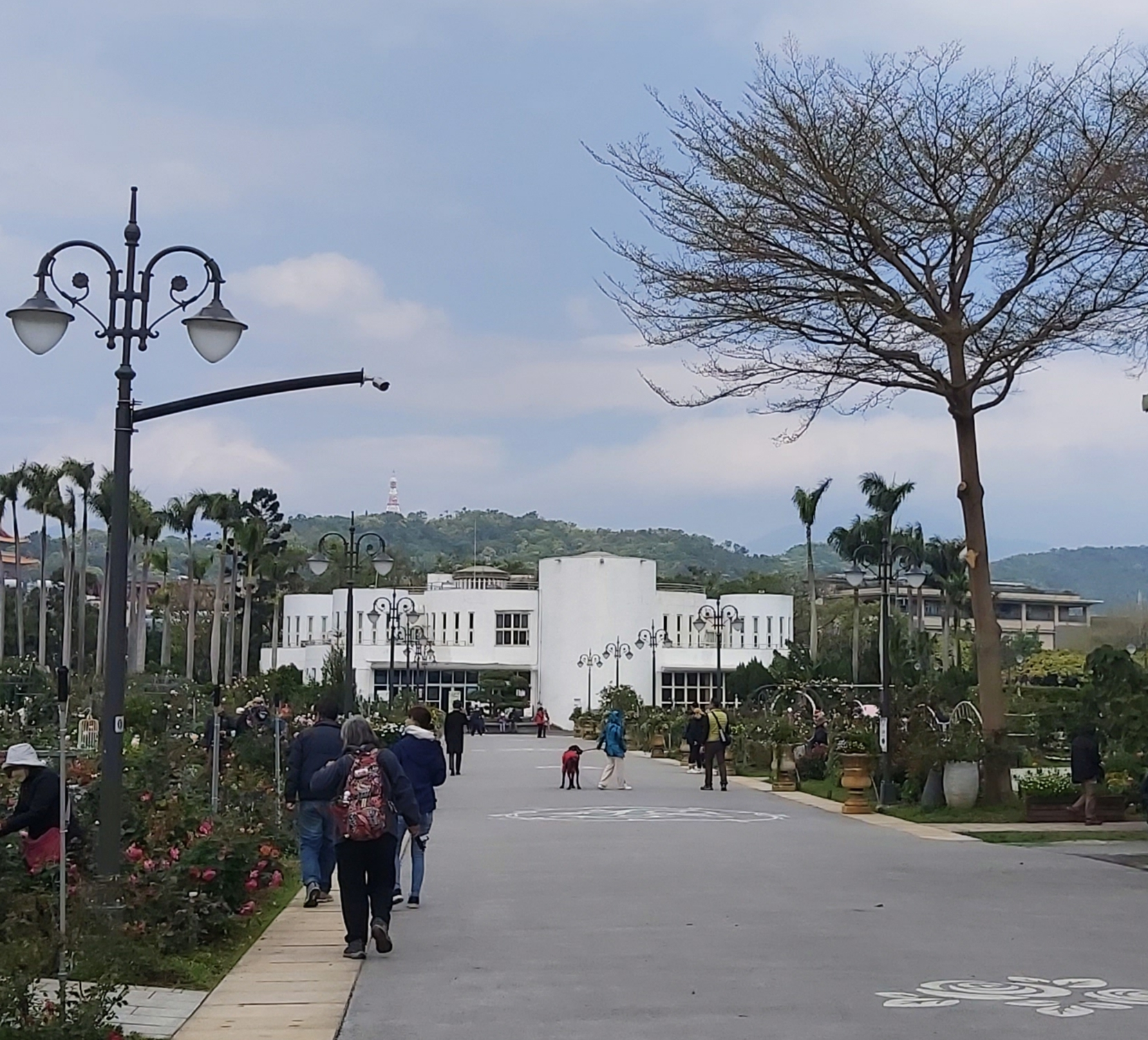
新生民眾閱覽室

本公園位於新生北路以東、松江路以西，廣義的新生公園北起基隆河，南至民族東路，包含建國抽水站、新生抽水站、林安泰古厝、濱江街、新生三館、公園處辦公室、消防隊、新生公園游泳池、新生公園游泳池與新生轉運站，狹義的部分則僅包括濱江街以南、民族東路以北的綠地部分。
本園東面隔新生北路與花博公園─美術公園區以及民族公園相望，民眾可經由濱江街或民族東路口前往，北面與大佳河濱公園相連，民眾可經由水門前往。

## 現況

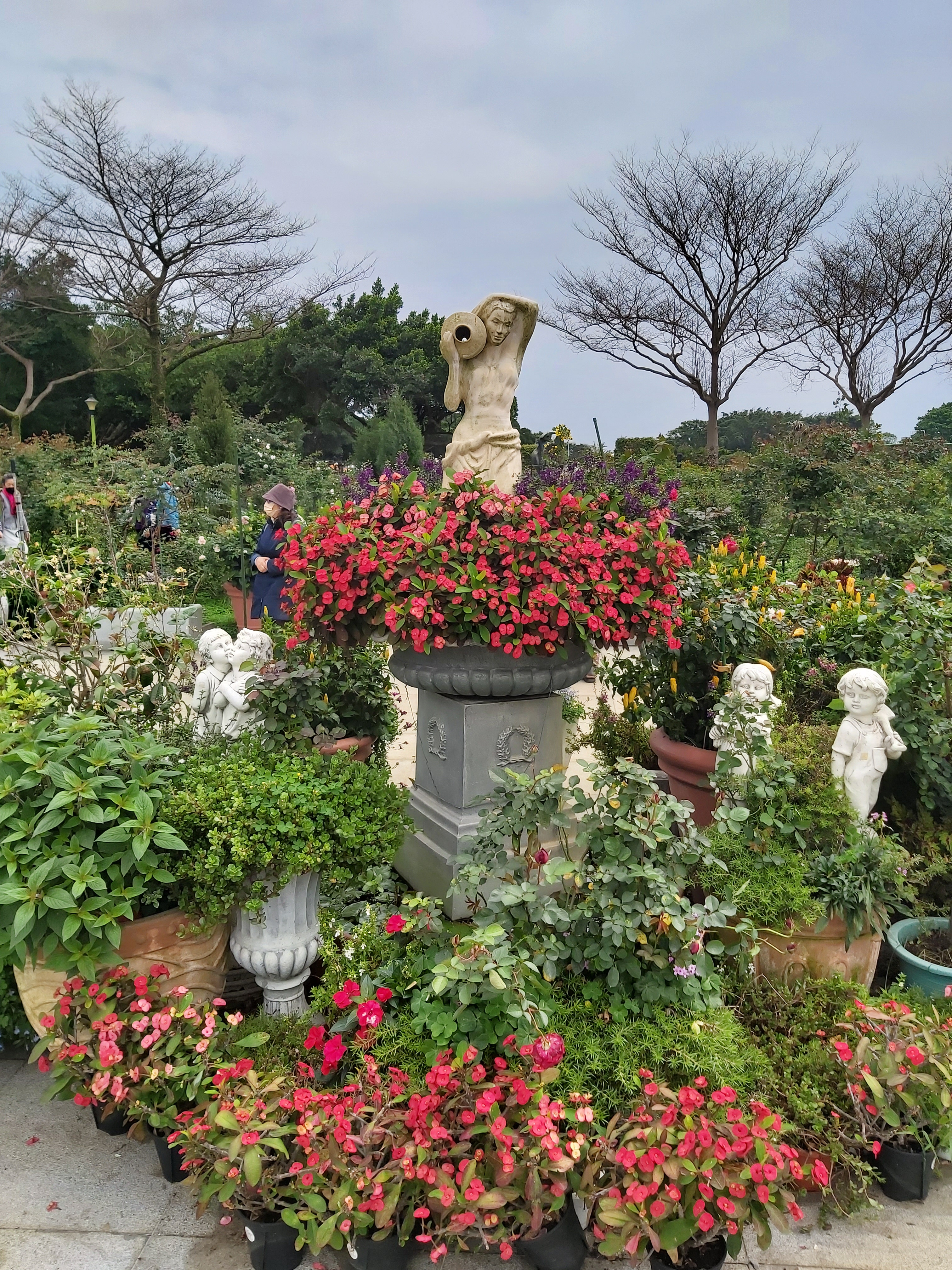
歐式花園造景

本公園為臺北市戰前規劃的大型都會公園之4號公園，又名中山4號公園，規劃為歐式花園公園，主要用途與設施係作為平面式草花展示區、花圃、陽光草坪、迷宮、溫水游泳池。由於被劃為花博園區，目前公園劃為花博公園的一部分，主要做為花博林下庭園花海區、迷宮花園、怡情園使用。
公園北邊隔濱江街，西半為建國抽水站、新生抽水站，東半為林安泰古厝民俗文物館，在林安泰古厝的南邊，隔著濱江街的是新生館，包括夢想館、未來館、世博台北館、天使生活館。
再往南新生公園的中間部分，由西而東分別為怡情園、迷宮花園、林下庭園花海區、新生公園棒球場，在怡情園的北邊有一座原花博的養生館，目前由公園處收回使用，養生館北邊有兩間廟宇，於花博期間亦供遊客參拜。
沿著民族東路由西而東，分別有著公園處建物、消防隊、新生公園入口建物、新生公園游泳池與新生轉運站。公園處的建物、消防隊、游泳池、棒球場、轉運站與抽水站，並不列為花博公園的一部分。

## 外部連結
- 花博公園 （页面存档备份，存于）
- 花博公園的Facebook專頁
- 花博公園新生園區 - 公園走透透 （页面存档备份，存于）